# Élections municipales de 2021 dans Drummond
Pour un article plus général, voir Élections municipales de 2021 dans le Centre-du-Québec.
Cet article concerne les élections municipales de 2021 dans le Centre-du-Québec dans la municipalité régionale de comté de Drummond.

## Drummondville
|             | Élection (2017) | Dissolution (2021) | Élection (2021) |
| Maire       | Alexandre Cusson | Alain Carrier | Stéphanie Lacoste |
| Conseillers | Dominic Martin Jean Charest Catherine Lassonde Isabelle Marquis Josh Husk William Morales Alain Martel Yves Grondin Annick Bellemare Stéphanie Lacoste Daniel Pelletier Cathy Bernier | Dominic Martin Jean Charest Catherine Lassonde Alain D'Auteuil Josh Husk William Morales Alain Martel Yves Grondin Annick Bellemare Stéphanie Lacoste Daniel Pelletier Cathy Bernier | Marc-André Lemire Alexandre Desbiens Catherine Lassonde Carole Léger Sarah Saint-Cyr Lanoie Jean-Philippe Tessier Isabelle Duchesne Yves Grondin Julie Létourneau Mario Sévigny Daniel Pelletier Cathy Bernier |

| Taux de participation :                | Taux de participation :                | Taux de participation :                | Taux de participation :                | Taux de participation :                | 33,8 % |
| Nombre de votes valides :              | Nombre de votes valides :              | Nombre de votes valides :              | Nombre de votes valides :              | Nombre de votes valides :              | 20 503 |
| Nombre de votes rejetées à la mairie : | Nombre de votes rejetées à la mairie : | Nombre de votes rejetées à la mairie : | Nombre de votes rejetées à la mairie : | Nombre de votes rejetées à la mairie : | 230    |
| Nombre d'électeurs inscrits :          | Nombre d'électeurs inscrits :          | Nombre d'électeurs inscrits :          | Nombre d'électeurs inscrits :          | Nombre d'électeurs inscrits :          | 61 341 |

| Candidats pour la mairie                      | Vote   | %     |
| --------------------------------------------- | ------ | ----- |
| Stéphanie Lacoste (Sortante d'un autre poste) | 13 317 | 64,95 |
| Alain Carrier (Sortant)                       | 6 994  | 34,11 |
| Othmen Bouattour                              | 192    | 0,94  |

| Candidats district #1 | Vote | %     |
| --------------------- | ---- | ----- |
| Marc-André Lemire     | 862  | 51,59 |
| André Béliveau        | 809  | 48,41 |

| Candidats district #2  | Vote  | %     |
| ---------------------- | ----- | ----- |
| Alexandre Desbiens     | 1 183 | 60,85 |
| Jean Charest (Sortant) | 671   | 34,52 |
| Emmanuel Beaulac       | 90    | 4,63  |

| Candidats district #3         | Vote | %     |
| ----------------------------- | ---- | ----- |
| Catherine Lassonde (Sortante) | 986  | 70,33 |
| Sonia Jean                    | 416  | 29,67 |

| Candidats district #4     | Vote | %     |
| ------------------------- | ---- | ----- |
| Carole Léger              | 555  | 45,45 |
| Alain D'Auteuil (Sortant) | 462  | 37,84 |
| Anthony Labonté           | 163  | 13,35 |
| François Guernon          | 41   | 3,36  |

| Candidats district #5  | Vote  | %     |
| ---------------------- | ----- | ----- |
| Sarah Saint-Cyr Lanoie | 1 216 | 61,07 |
| Louis Raiche           | 775   | 38,93 |

| Candidats district #6 | Vote  | %     |
| --------------------- | ----- | ----- |
| Jean-Philippe Tessier | 1 176 | 59,10 |
| Beatriz Acosta        | 814   | 40,90 |

| Candidats district #7 | Vote | %     |
| --------------------- | ---- | ----- |
| Isabelle Duchesne     | 687  | 57,93 |
| Julie Bourassa        | 499  | 42,07 |

| Candidats district #8  | Vote  | %     |
| ---------------------- | ----- | ----- |
| Yves Grondin (Sortant) | 1 208 | 70,36 |
| Dominique Lemaire      | 509   | 29,64 |

| Candidats district #9 | Vote  | %     |
| --------------------- | ----- | ----- |
| Julie Létourneau      | 1 458 | 73,71 |
| Guy Nobert            | 520   | 26,29 |

| Candidats district #10 | Vote            | %               |
| ---------------------- | --------------- | --------------- |
| Mario Sévigny          | Sans opposition | Sans opposition |

| Candidats district #11     | Vote | %     |
| -------------------------- | ---- | ----- |
| Daniel Pelletier (Sortant) | 853  | 51,05 |
| Bryan Arseneault           | 818  | 48,95 |

| Candidats district #12   | Vote  | %     |
| ------------------------ | ----- | ----- |
| Cathy Bernier (Sortante) | 1 895 | 84,56 |
| Serge Beaulieu           | 346   | 15,44 |

## Durham-Sud
|             | Élection (2017)                                                                                | Dissolution (2021)                                                                       | Élection (2021)                                                                                |
| Maire       | Michel Noël                                                                                    | Michel Noël                                                                              | Sylvie Laval                                                                                   |
| Conseillers | Rémi Desmarais Jean-Marie Beaulac Lise Carroll François Chabot François Laflamme Louis Manseau | Rémi Desmarais Jean-Marie Beaulac Vacant François Chabot François Laflamme Louis Manseau | Hilarius Peter Patrice Godin Dominique Lambert Ginette Laliberté Yvan Courchesne Karine Trahan |

| Taux de participation :                | Taux de participation :                | Taux de participation :                | Taux de participation :                | Taux de participation :                | 51,1 % |
| Nombre de votes valides :              | Nombre de votes valides :              | Nombre de votes valides :              | Nombre de votes valides :              | Nombre de votes valides :              | 418    |
| Nombre de votes rejetées à la mairie : | Nombre de votes rejetées à la mairie : | Nombre de votes rejetées à la mairie : | Nombre de votes rejetées à la mairie : | Nombre de votes rejetées à la mairie : | 0      |
| Nombre d'électeurs inscrits :          | Nombre d'électeurs inscrits :          | Nombre d'électeurs inscrits :          | Nombre d'électeurs inscrits :          | Nombre d'électeurs inscrits :          | 818    |

| Candidats pour la mairie | Vote | %     |
| ------------------------ | ---- | ----- |
| Sylvie Laval             | 280  | 66,99 |
| Jean-François Lemieux    | 138  | 33,01 |

| Candidats conseiller #1 | Vote | %     |
| ----------------------- | ---- | ----- |
| Hilarius Peter          | 294  | 71,88 |
| Érik Archambault        | 115  | 28,12 |

| Candidats conseiller #2 | Vote            | %               |
| ----------------------- | --------------- | --------------- |
| Patrice Godin           | Sans opposition | Sans opposition |

| Candidats conseiller #3 | Vote | %     |
| ----------------------- | ---- | ----- |
| Dominique Lambert       | 231  | 57,04 |
| Ariane Michaud-Duhamel  | 175  | 42,96 |

| Candidats conseiller #4 | Vote | %     |
| ----------------------- | ---- | ----- |
| Ginette Laliberté       | 265  | 64,63 |
| Sébastien Myre          | 145  | 35,37 |

| Candidats conseiller #5 | Vote            | %               |
| ----------------------- | --------------- | --------------- |
| Yvan Courchesne         | Sans opposition | Sans opposition |

| Candidats conseiller #6 | Vote | %     |
| ----------------------- | ---- | ----- |
| Karine Trahan           | 142  | 34,55 |
| Louis Manseau (Sortant) | 139  | 33,82 |
| Julie Cardin            | 130  | 31,63 |

- Démission de Dominique Lambert, conseiller #3, le 27 mai 2022[1].

- Élection de Bernard Martel au poste de conseiller #2 le 25 septembre 2022[2].

| Candidats conseiller #2 | Vote | %     |
| ----------------------- | ---- | ----- |
| Bernard Martel          | 122  | 61,31 |
| Louis Manseau           | 77   | 38,69 |

## L'Avenir
|             | Élection (2017)                                                                        | Dissolution (2021)                                                                     | Élection (2021)                                                                         |
| Maire       | Jean Parenteau                                                                         | Jean Parenteau                                                                         | François Fréchette                                                                      |
| Conseillers | Pierre Lavallée Julie Gagnon François Fréchette Mike Drouin Michel Bélisle Martin Bahl | Pierre Lavallée Julie Gagnon François Fréchette Mike Drouin Michel Bélisle Martin Bahl | Pierre Lavallée Céline Couture Michel Lalonde Mike Drouin Julien Paradis Michel Bélisle |

| Taux de participation :                | Taux de participation :                | Taux de participation :                | Taux de participation :                | Taux de participation :                | 47,5 % |
| Nombre de votes valides :              | Nombre de votes valides :              | Nombre de votes valides :              | Nombre de votes valides :              | Nombre de votes valides :              | 536    |
| Nombre de votes rejetées à la mairie : | Nombre de votes rejetées à la mairie : | Nombre de votes rejetées à la mairie : | Nombre de votes rejetées à la mairie : | Nombre de votes rejetées à la mairie : | 5      |
| Nombre d'électeurs inscrits :          | Nombre d'électeurs inscrits :          | Nombre d'électeurs inscrits :          | Nombre d'électeurs inscrits :          | Nombre d'électeurs inscrits :          | 1 138  |

| Candidats pour la mairie                      | Vote | %     |
| --------------------------------------------- | ---- | ----- |
| François Fréchette (Sortant d'un autre poste) | 269  | 50,19 |
| Jean Parenteau (Sortant)                      | 267  | 49,81 |

| Candidats conseiller #1   | Vote            | %               |
| ------------------------- | --------------- | --------------- |
| Pierre Lavallée (Sortant) | Sans opposition | Sans opposition |

| Candidats conseiller #2 | Vote            | %               |
| ----------------------- | --------------- | --------------- |
| Céline Couture          | Sans opposition | Sans opposition |

| Candidats conseiller #3 | Vote | %     |
| ----------------------- | ---- | ----- |
| Michel Lalonde          | 264  | 50,19 |
| Simon Maltais           | 262  | 49,81 |

| Candidats conseiller #4 | Vote            | %               |
| ----------------------- | --------------- | --------------- |
| Mike Drouin (Sortant)   | Sans opposition | Sans opposition |

| Candidats conseiller #5 | Vote            | %               |
| ----------------------- | --------------- | --------------- |
| Julien Paradis          | Sans opposition | Sans opposition |

| Candidats conseiller #6                   | Vote | %     |
| ----------------------------------------- | ---- | ----- |
| Michel Bélisle (Sortant d'un autre poste) | 259  | 49,90 |
| François Vallières                        | 204  | 39,31 |
| Sébastien Jacques                         | 56   | 10,79 |

- Démission de Mike Drouin, conseiller #4, le 2 mars 2023[3].

- Démission de Michel Bélisle, conseiller #6, le 14 mars 2023[4].

- Élection de Marie-Pier Therrien au poste de conseillère #4 et d'Alcide Boisvert au poste de conseiller #6 le 4 juin 2023[5].

| Candidats conseiller #4 | Vote        | %     |
| ----------------------- | ----------- | ----- |
| Marie-Pier Therrien     | 171         | 40,43 |
| Denis Larue             | 169         | 39,95 |
| Richard Dumoulin        | 83          | 19,62 |
| Bulletins rejetés       | 14          |       |
| Taux de participation   | 437 / 1 176 | 37,16 |

| Candidats conseiller #6 | Vote        | %     |
| ----------------------- | ----------- | ----- |
| Alcide Boisvert         | 242         | 56,81 |
| Annick Brown            | 184         | 43,19 |
| Bulletins rejetés       | 11          |       |
| Taux de participation   | 437 / 1 176 | 37,16 |

## Lefebvre
|             | Élection (2017)                                                                       | Dissolution (2021)                                                                    | Élection (2021)                                                                                 |
| Maire       | François Parenteau                                                                    | François Parenteau                                                                    | François Parenteau                                                                              |
| Conseillers | Luc Bessette Rachel Laflamme Denis Laroche Lina Lacharité Roger Tessier André Tessier | Luc Bessette Rachel Laflamme Denis Laroche Lina Lacharité Roger Tessier André Tessier | Denis Laroche Robert Pelletier Sébastien Richard Alexandre Geoffroy Roger Tessier André Tessier |

| Candidats pour la mairie     | Vote            | %               |
| ---------------------------- | --------------- | --------------- |
| François Parenteau (Sortant) | Sans opposition | Sans opposition |

| Candidats conseiller #1                  | Vote            | %               |
| ---------------------------------------- | --------------- | --------------- |
| Denis Laroche (Sortant d'un autre poste) | Sans opposition | Sans opposition |

| Candidats conseiller #2 | Vote            | %               |
| ----------------------- | --------------- | --------------- |
| Robert Pelletier        | Sans opposition | Sans opposition |

| Candidats conseiller #3 | Vote            | %               |
| ----------------------- | --------------- | --------------- |
| Sébastien Richard       | Sans opposition | Sans opposition |

| Candidats conseiller #4 | Vote            | %               |
| ----------------------- | --------------- | --------------- |
| Alexandre Geoffroy      | Sans opposition | Sans opposition |

| Candidats conseiller #5 | Vote            | %               |
| ----------------------- | --------------- | --------------- |
| Roger Tessier (Sortant) | Sans opposition | Sans opposition |

| Candidats conseiller #6 | Vote            | %               |
| ----------------------- | --------------- | --------------- |
| André Tessier (Sortant) | Sans opposition | Sans opposition |

## Notre-Dame-du-Bon-Conseil (paroisse)
|             | Élection (2017)                                                                            | Dissolution (2021)                                                                         | Élection (2021)                                                                          |
| Maire       | Stéphane Dionne                                                                            | Stéphane Dionne                                                                            | Stéphane Dionne                                                                          |
| Conseillers | François Lupien Daniel Dufort Marie-Lyne Landry Eric Allard Maureen Landry Karina Poudrier | François Lupien Daniel Dufort Marie-Lyne Landry Eric Allard Maureen Landry Karina Poudrier | François Lupien Pierre Côté Marie-Lyne Landry Eric Allard Maureen Landry Karina Poudrier |

| Candidats pour la mairie  | Vote            | %               |
| ------------------------- | --------------- | --------------- |
| Stéphane Dionne (Sortant) | Sans opposition | Sans opposition |

| Candidats conseiller #1   | Vote            | %               |
| ------------------------- | --------------- | --------------- |
| François Lupien (Sortant) | Sans opposition | Sans opposition |

| Candidats conseiller #2 | Vote | %     |
| ----------------------- | ---- | ----- |
| Pierre Côté             | 151  | 66,52 |
| François Bellerose      | 52   | 22,91 |
| Ghislain St-Pierre      | 24   | 10,57 |

| Candidats conseiller #3                       | Vote            | %               |
| --------------------------------------------- | --------------- | --------------- |
| Marie-Lyne Landry (Sortante d'un autre poste) | Sans opposition | Sans opposition |

| Candidats conseiller #4 | Vote            | %               |
| ----------------------- | --------------- | --------------- |
| Eric Allard (Sortant)   | Sans opposition | Sans opposition |

| Candidats conseiller #5   | Vote            | %               |
| ------------------------- | --------------- | --------------- |
| Maureen Landry (Sortante) | Sans opposition | Sans opposition |

| Candidats conseiller #6    | Vote            | %               |
| -------------------------- | --------------- | --------------- |
| Karina Poudrier (Sortante) | Sans opposition | Sans opposition |

## Notre-Dame-du-Bon-Conseil (village)
|             | Élection (2017)                                                                                  | Dissolution (2021)                                                                               | Élection (2021)                                                                               |
| Maire       | Sylvain Jutras                                                                                   | Sylvain Jutras                                                                                   | Sylvain Jutras                                                                                |
| Conseillers | Marcel Bergeron Manon Blanchette Gérard Martin Alex Desfossés-Cusson Carl Langlois Guy Bournival | Marcel Bergeron Manon Blanchette Gérard Martin Alex Desfossés-Cusson Carl Langlois Guy Bournival | Marcel Bergeron Manon Blanchette Gérard Martin Carole Bourgeois Pierre Généreux Guy Bournival |

| Candidats pour la mairie | Vote            | %               |
| ------------------------ | --------------- | --------------- |
| Sylvain Jutras (Sortant) | Sans opposition | Sans opposition |

| Candidats conseiller #1   | Vote            | %               |
| ------------------------- | --------------- | --------------- |
| Marcel Bergeron (Sortant) | Sans opposition | Sans opposition |

| Candidats conseiller #2     | Vote | %     |
| --------------------------- | ---- | ----- |
| Manon Blanchette (Sortante) | 228  | 54,16 |
| Patryce Ouellette           | 193  | 45,84 |

| Candidats conseiller #3 | Vote            | %               |
| ----------------------- | --------------- | --------------- |
| Gérard Martin (Sortant) | Sans opposition | Sans opposition |

| Candidats conseiller #4 | Vote | %     |
| ----------------------- | ---- | ----- |
| Carole Bourgeois        | 271  | 62,88 |
| Jérôme Thériault        | 160  | 37,12 |

| Candidats conseiller #5 | Vote | %     |
| ----------------------- | ---- | ----- |
| Pierre Généreux         | 278  | 64,20 |
| Carl Langlois (Sortant) | 155  | 35,80 |

| Candidats conseiller #6 | Vote            | %               |
| ----------------------- | --------------- | --------------- |
| Guy Bournival (Sortant) | Sans opposition | Sans opposition |

- Départ de Carole Bourgeois, conseillère #4, par déclaration de la vacance du poste le 3 octobre 2022[6].

- Entrée en fonction de Vincent Grandmont au poste de conseiller #4 lors de la séance du 7 novembre 2022[7].

| Candidats conseiller #4 | Vote | %   |
| ----------------------- | ---- | --- |
| Vincent Grandmont       | n/d  | n/d |

## Saint-Bonaventure
|             | Élection (2017)                                                                          | Dissolution (2021)                                                                       | Élection (2021)                                                                         |
| Maire       | Guy Lavoie                                                                               | Guy Lavoie                                                                               | Guy Lavoie                                                                              |
| Conseillers | Gilles Forcier Raymond Paulhus Gabriel Cheeney Keven Trinque Pierre Pépin René Belhumeur | Gilles Forcier Raymond Paulhus Gabriel Cheeney Keven Trinque Pierre Pépin René Belhumeur | Gilles Forcier Raymond Paulhus Yanick Desmarais Sylvie Jean Pierre Pépin René Belhumeur |

| Taux de participation :                | Taux de participation :                | Taux de participation :                | Taux de participation :                | Taux de participation :                | 60,3 % |
| Nombre de votes valides :              | Nombre de votes valides :              | Nombre de votes valides :              | Nombre de votes valides :              | Nombre de votes valides :              | 499    |
| Nombre de votes rejetées à la mairie : | Nombre de votes rejetées à la mairie : | Nombre de votes rejetées à la mairie : | Nombre de votes rejetées à la mairie : | Nombre de votes rejetées à la mairie : | 8      |
| Nombre d'électeurs inscrits :          | Nombre d'électeurs inscrits :          | Nombre d'électeurs inscrits :          | Nombre d'électeurs inscrits :          | Nombre d'électeurs inscrits :          | 841    |

| Candidats pour la mairie | Vote | %     |
| ------------------------ | ---- | ----- |
| Guy Lavoie (Sortant)     | 398  | 79,76 |
| Gilles Paul-Hus          | 101  | 20,24 |

| Candidats conseiller #1  | Vote            | %               |
| ------------------------ | --------------- | --------------- |
| Gilles Forcier (Sortant) | Sans opposition | Sans opposition |

| Candidats conseiller #2   | Vote            | %               |
| ------------------------- | --------------- | --------------- |
| Raymond Paulhus (Sortant) | Sans opposition | Sans opposition |

| Candidats conseiller #3   | Vote | %     |
| ------------------------- | ---- | ----- |
| Yanick Desmarais          | 316  | 63,58 |
| Gabriel Cheeney (Sortant) | 181  | 36,42 |

| Candidats conseiller #4 | Vote | %     |
| ----------------------- | ---- | ----- |
| Sylvie Jean             | 338  | 67,87 |
| Sébastien Goulet        | 160  | 32,13 |

| Candidats conseiller #5 | Vote            | %               |
| ----------------------- | --------------- | --------------- |
| Pierre Pépin (Sortant)  | Sans opposition | Sans opposition |

| Candidats conseiller #6  | Vote            | %               |
| ------------------------ | --------------- | --------------- |
| René Belhumeur (Sortant) | Sans opposition | Sans opposition |

- Décès de Pierre Pépin, conseiller #5, et démission de René Belhumeur, conseiller #6, avant la séance du 16 août 2022[8].

- Élection de Manon Reed au poste de conseillère #4 et de Samuel St-Pierre au poste de conseiller #6 le 16 octobre 2022[9].

| Candidats conseiller #5 | Vote | %     |
| ----------------------- | ---- | ----- |
| Manon Reed              | 300  | 87,46 |
| Sébastien Goulet        | 43   | 12,54 |

| Candidats conseiller #6 | Vote | %     |
| ----------------------- | ---- | ----- |
| Samuel St-Pierre        | 281  | 81,92 |
| Gilles Paul-Hus         | 39   | 11,37 |
| Michel Maltais          | 23   | 6,71  |

## Saint-Cyrille-de-Wendover
|             | Élection (2017)                                                                            | Dissolution (2021)                                                                | Élection (2021)                                                                         |
| Maire       | Hélène Laroche                                                                             | Hélène Laroche                                                                    | Éric Leroux                                                                             |
| Conseillers | Pierre Lavigne Annie Gentesse Claudia Kirouac Marthe Garneau Sylvain Baron Sylvain Jacques | Pierre Lavigne Annie Gentesse Vacant Marthe Garneau Sylvain Baron Sylvain Jacques | Pierre Lavigne Annie Gentesse Sylvain Masson Éric Émond Patricia Paillé Sylvain Jacques |

| Candidats pour la mairie | Vote            | %               |
| ------------------------ | --------------- | --------------- |
| Éric Leroux              | Sans opposition | Sans opposition |

| Candidats district #1    | Vote            | %               |
| ------------------------ | --------------- | --------------- |
| Pierre Lavigne (Sortant) | Sans opposition | Sans opposition |

| Candidats district #2     | Vote            | %               |
| ------------------------- | --------------- | --------------- |
| Annie Gentesse (Sortante) | Sans opposition | Sans opposition |

| Candidats district #3  | Vote | %     |
| ---------------------- | ---- | ----- |
| Sylvain Masson         | 174  | 61,70 |
| Marie-Claude Boisclair | 108  | 38,30 |

| Candidats district #4 | Vote | %     |
| --------------------- | ---- | ----- |
| Éric Émond            | 141  | 76,63 |
| Keven Côté-Gravel     | 43   | 23,37 |

| Candidats district #5 | Vote            | %               |
| --------------------- | --------------- | --------------- |
| Patricia Paillé       | Sans opposition | Sans opposition |

| Candidats district #6     | Vote            | %               |
| ------------------------- | --------------- | --------------- |
| Sylvain Jacques (Sortant) | Sans opposition | Sans opposition |

- Démission d'Éric Leroux, maire, le 6 septembre 2023 en raisons de considérations personnelles et professionnelles[10]. Éric Emond, conseiller district #4, exerce la fonction de maire suppléant pendant l'intérim[11].

- Élection sans opposition d'Éric Émond au poste de maire le 26 novembre 2023[12].

| Candidats pour la mairie              | Vote            | %               |
| ------------------------------------- | --------------- | --------------- |
| Éric Émond (sortant d'un autre poste) | Sans opposition | Sans opposition |

- Élection partielle au poste de conseiller #4 le 18 février 2024.

## Saint-Edmond-de-Grantham
|             | Élection (2017)                                                                           | Dissolution (2021)                                                                          | Élection (2021)                                                                                    |
| Maire       | Robert Corriveau                                                                          | Robert Corriveau                                                                            | Richard Kirouac                                                                                    |
| Conseillers | Richard Kirouac Steve Courchesne Jules Lafleur Christian Lupien Branda Cotton Josée Joyal | Richard Kirouac Steve Courchesne Jules Lafleur Christian Lupien Branda Cotton Samuel Lanoie | Robert Corriveau Steve Courchesne Austin Leavey Christian Lupien Marie-Claude Durand Samuel Lanoie |

| Candidats pour la mairie                   | Vote            | %               |
| ------------------------------------------ | --------------- | --------------- |
| Richard Kirouac (Sortant d'un autre poste) | Sans opposition | Sans opposition |

| Candidats conseiller #1                     | Vote            | %               |
| ------------------------------------------- | --------------- | --------------- |
| Robert Corriveau (Sortant d'un autre poste) | Sans opposition | Sans opposition |

| Candidats conseiller #2    | Vote            | %               |
| -------------------------- | --------------- | --------------- |
| Steve Courchesne (Sortant) | Sans opposition | Sans opposition |

| Candidats conseiller #3 | Vote            | %               |
| ----------------------- | --------------- | --------------- |
| Austin Leavey           | Sans opposition | Sans opposition |

| Candidats conseiller #4    | Vote            | %               |
| -------------------------- | --------------- | --------------- |
| Christian Lupien (Sortant) | Sans opposition | Sans opposition |

| Candidats conseiller #5 | Vote            | %               |
| ----------------------- | --------------- | --------------- |
| Marie-Claude Durand     | Sans opposition | Sans opposition |

| Candidats conseiller #6 | Vote            | %               |
| ----------------------- | --------------- | --------------- |
| Samuel Lanoie (Sortant) | Sans opposition | Sans opposition |

## Saint-Eugène
|             | Élection (2017)                                                                                     | Dissolution (2021)                                                                                | Élection (2021)                                                                                      |
| Maire       | Albert Lacroix                                                                                      | Albert Lacroix                                                                                    | Gilles Beauregard                                                                                    |
| Conseillers | Marc Antoine Leduc Gilles Beauregard Roland Charbonneau Luc Laprade Réjane Ménard Martin Beauregard | Marc Antoine Leduc Gilles Beauregard Roland Charbonneau Vacant Louiselle Trottier Jeannine Cardin | Marc Antoine Leduc Yannick St-Onge Dominic Turcotte Albert Lacroix Louiselle Trottier Norman Heppell |

| Candidats pour la mairie                     | Vote            | %               |
| -------------------------------------------- | --------------- | --------------- |
| Gilles Beauregard (Sortant d'un autre poste) | Sans opposition | Sans opposition |

| Candidats conseiller #1      | Vote            | %               |
| ---------------------------- | --------------- | --------------- |
| Marc Antoine Leduc (Sortant) | Sans opposition | Sans opposition |

| Candidats conseiller #2 | Vote            | %               |
| ----------------------- | --------------- | --------------- |
| Yannick St-Onge         | Sans opposition | Sans opposition |

| Candidats conseiller #3 | Vote            | %               |
| ----------------------- | --------------- | --------------- |
| Dominic Turcotte        | Sans opposition | Sans opposition |

| Candidats conseiller #4                   | Vote            | %               |
| ----------------------------------------- | --------------- | --------------- |
| Albert Lacroix (Sortant d'un autre poste) | Sans opposition | Sans opposition |

| Candidats conseiller #5      | Vote            | %               |
| ---------------------------- | --------------- | --------------- |
| Louiselle Trottier (Sortant) | Sans opposition | Sans opposition |

| Candidats conseiller #6 | Vote            | %               |
| ----------------------- | --------------- | --------------- |
| Norman Heppell          | Sans opposition | Sans opposition |

- Démission de Dominic Turcotte, conseiller #3, annoncée lors de la séance du 5 décembre 2022[13].

- Élection de Steve Bernier au poste de conseiller #3 le 2 avril 2023[14].

| Candidats conseiller #3 | Vote      | %     |
| ----------------------- | --------- | ----- |
| Steve Bernier           | 155       | 77,89 |
| Marie-Josée Déry        | 44        | 22,11 |
| Bulletins rejetés       | 0         |       |
| Taux de participation   | 199 / 970 | 20,52 |

## Saint-Félix-de-Kingsey
|             | Élection (2017)                                                                                          | Dissolution (2021)                                                                                       | Élection (2021)                                                                               |
| Maire       | Thérèse Francoeur                                                                                        | Thérèse Francoeur                                                                                        | Roger Leblanc                                                                                 |
| Conseillers | Éric Provencher Douglas Beard Simon Lauzière Christian Girardin Suzanne Dandurand Jean-François De Plaen | Éric Provencher Douglas Beard Simon Lauzière Christian Girardin Suzanne Dandurand Jean-François De Plaen | Éric Provencher Douglas Beard Simon Lauzière Marie Gauvin Mario Lemire Jean-François De Plaen |

| Candidats pour la mairie | Vote            | %               |
| ------------------------ | --------------- | --------------- |
| Roger Leblanc            | Sans opposition | Sans opposition |

| Candidats conseiller #1   | Vote            | %               |
| ------------------------- | --------------- | --------------- |
| Éric Provencher (Sortant) | Sans opposition | Sans opposition |

| Candidats conseiller #2 | Vote            | %               |
| ----------------------- | --------------- | --------------- |
| Douglas Beard (Sortant) | Sans opposition | Sans opposition |

| Candidats conseiller #3  | Vote            | %               |
| ------------------------ | --------------- | --------------- |
| Simon Lauzière (Sortant) | Sans opposition | Sans opposition |

| Candidats conseiller #4 | Vote            | %               |
| ----------------------- | --------------- | --------------- |
| Marie Gauvin            | Sans opposition | Sans opposition |

| Candidats conseiller #5 | Vote            | %               |
| ----------------------- | --------------- | --------------- |
| Mario Lemire            | Sans opposition | Sans opposition |

| Candidats conseiller #1          | Vote            | %               |
| -------------------------------- | --------------- | --------------- |
| Jean-François De Plaen (Sortant) | Sans opposition | Sans opposition |

- Démission de Roger Leblanc, maire, le 24 janvier 2022 en raison du « climat politique malsain et toxique »[15]. Douglas Beard, conseiller #2, exerce la fonction de maire suppléant pendant l'intérim[16].

- Élection de Sylvain Cormier au poste de maire le 1er mai 2022[17].

| Candidats pour la mairie | Vote        | %     |
| ------------------------ | ----------- | ----- |
| Sylvain Cormier          | 243         | 56,78 |
| Jesse Perreault          | 185         | 43,22 |
| Bulletins rejetés        | 10          |       |
| Taux de participation    | 438 / 1 190 | 36,80 |

## Saint-Germain-de-Grantham
|             | Élection (2017)                                                                                 | Dissolution (2021)                                                                              | Élection (2021)                                                                                    |
| Maire       | Nathacha Tessier                                                                                | Nathacha Tessier                                                                                | Nathacha Tessier                                                                                   |
| Conseillers | Sarah McAlden Chantal St-Martin Patrice Boislard Chantal Nault Stéphane Gauthier Sylvain Proulx | Sarah McAlden Chantal St-Martin Patrice Boislard Chantal Nault Stéphane Gauthier Sylvain Proulx | Sarah McAlden Chantal St-Martin Patrice Boislard Chantal Nault Jean-François Forget Sylvain Proulx |

| Candidats pour la mairie    | Vote            | %               |
| --------------------------- | --------------- | --------------- |
| Nathacha Tessier (Sortante) | Sans opposition | Sans opposition |

| Candidats district #1    | Vote            | %               |
| ------------------------ | --------------- | --------------- |
| Sarah McAlden (Sortante) | Sans opposition | Sans opposition |

| Candidats district #2        | Vote            | %               |
| ---------------------------- | --------------- | --------------- |
| Chantal St-Martin (Sortante) | Sans opposition | Sans opposition |

| Candidats district #3      | Vote | %     |
| -------------------------- | ---- | ----- |
| Patrice Boislard (Sortant) | 79   | 55,24 |
| Guy Boiselle               | 64   | 44,76 |

| Candidats district #4    | Vote | %     |
| ------------------------ | ---- | ----- |
| Chantal Nault (Sortante) | 136  | 82,42 |
| Guillaume Côté           | 29   | 17,58 |

| Candidats district #5 | Vote            | %               |
| --------------------- | --------------- | --------------- |
| Jean-François Forget  | Sans opposition | Sans opposition |

| Candidats district #6    | Vote | %     |
| ------------------------ | ---- | ----- |
| Sylvain Proulx (Sortant) | 112  | 49,34 |
| Sylvain Gagnon           | 93   | 40,97 |
| Nathalie Vaillancourt    | 22   | 9,69  |

## Saint-Guillaume
|             | Élection (2017)                                                                                       | Dissolution (2021)                                                                                    | Élection (2021)                                                                                         |
| Maire       | Robert Julien                                                                                         | Robert Julien                                                                                         | Robert Julien                                                                                           |
| Conseillers | Francine Julien Christian Lemay Dominique Laforce Claude Lapolice Jocelyn Chamberland Luc Chapdelaine | Francine Julien Christian Lemay Dominique Laforce Claude Lapolice Jocelyn Chamberland Luc Chapdelaine | Francine Julien Christian Lemay Dominique Laforce Mathieu Labrecque Jocelyn Chamberland Luc Chapdelaine |

| Candidats pour la mairie | Vote            | %               |
| ------------------------ | --------------- | --------------- |
| Robert Julien (Sortant)  | Sans opposition | Sans opposition |

| Candidats district #1     | Vote            | %               |
| ------------------------- | --------------- | --------------- |
| Francine Julien (Sortant) | Sans opposition | Sans opposition |

| Candidats district #2     | Vote            | %               |
| ------------------------- | --------------- | --------------- |
| Christian Lemay (Sortant) | Sans opposition | Sans opposition |

| Candidats district #3        | Vote            | %               |
| ---------------------------- | --------------- | --------------- |
| Dominique Laforce (Sortante) | Sans opposition | Sans opposition |

| Candidats district #4     | Vote | %     |
| ------------------------- | ---- | ----- |
| Mathieu Labrecque         | 169  | 68,98 |
| Claude Lapolice (Sortant) | 76   | 31,02 |

| Candidats district #5         | Vote            | %               |
| ----------------------------- | --------------- | --------------- |
| Jocelyn Chamberland (Sortant) | Sans opposition | Sans opposition |

| Candidats district #6     | Vote            | %               |
| ------------------------- | --------------- | --------------- |
| Luc Chapdelaine (Sortant) | Sans opposition | Sans opposition |

## Saint-Lucien
|             | Élection (2017)                                                                      | Dissolution (2021)                                                            | Élection (2021)                                                                              |
| Maire       | Diane Bourgeois                                                                      | Diane Bourgeois                                                               | Maryse Collette                                                                              |
| Conseillers | Louise Cusson Raymond Breton Maryse Joyal Richard Sylvain Michel Côté Julie Lévesque | Vacant Raymond Breton Maryse Joyal Richard Sylvain Michel Côté Julie Lévesque | Stéphane Roberge Katrine Cormier Maryse Joyal Richard Sylvain Michel Côté Isabelle Trépanier |

| Taux de participation :                | Taux de participation :                | Taux de participation :                | Taux de participation :                | Taux de participation :                | 50,0 % |
| Nombre de votes valides :              | Nombre de votes valides :              | Nombre de votes valides :              | Nombre de votes valides :              | Nombre de votes valides :              | 778    |
| Nombre de votes rejetées à la mairie : | Nombre de votes rejetées à la mairie : | Nombre de votes rejetées à la mairie : | Nombre de votes rejetées à la mairie : | Nombre de votes rejetées à la mairie : | 5      |
| Nombre d'électeurs inscrits :          | Nombre d'électeurs inscrits :          | Nombre d'électeurs inscrits :          | Nombre d'électeurs inscrits :          | Nombre d'électeurs inscrits :          | 1 566  |

| Candidats pour la mairie   | Vote | %     |
| -------------------------- | ---- | ----- |
| Maryse Collette            | 425  | 54,63 |
| Diane Bourgeois (Sortante) | 353  | 45,37 |

| Candidats conseiller #1 | Vote | %     |
| ----------------------- | ---- | ----- |
| Stéphane Roberge        | 391  | 51,25 |
| Nathalie Mercier        | 372  | 48,75 |

| Candidats conseiller #2  | Vote | %     |
| ------------------------ | ---- | ----- |
| Katrine Cormier          | 278  | 36,48 |
| Raymond Breton (Sortant) | 261  | 34,25 |
| Sylvie Riendeau          | 223  | 29,27 |

| Candidats conseiller #3 | Vote            | %               |
| ----------------------- | --------------- | --------------- |
| Maryse Joyal (Sortante) | Sans opposition | Sans opposition |

| Candidats conseiller #4   | Vote | %     |
| ------------------------- | ---- | ----- |
| Richard Sylvain (Sortant) | 524  | 68,86 |
| Jos (Roland) Gordon       | 237  | 31,14 |

| Candidats conseiller #5 | Vote | %     |
| ----------------------- | ---- | ----- |
| Michel Côté (Sortant)   | 423  | 55,29 |
| Normand Francoeur       | 342  | 44,71 |

| Candidats conseiller #6 | Vote | %     |
| ----------------------- | ---- | ----- |
| Isabelle Trépanier      | 469  | 61,87 |
| Mathieu Jubinville      | 289  | 38,13 |

- Démission d'Isabelle Trépanier, conseillère #6, annoncée lors de la séance du 12 décembre 2022[18].

- Élection de Christian Lemire au poste de conseiller #6 le 19 mars 2023[19].

| Candidats conseiller #6 | Vote        | %     |
| ----------------------- | ----------- | ----- |
| Christian Lemire        | 125         | 84,46 |
| André Bérubé            | 23          | 15,54 |
| Bulletins rejetés       | 1           |       |
| Taux de participation   | 149 / 1 577 | 9,45  |

## Saint-Majorique-de-Grantham
|             | Élection (2017)                                                                         | Dissolution (2021)                                                                      | Élection (2021)                                                                                  |
| Maire       | Line Fréchette                                                                          | Line Fréchette                                                                          | Line Fréchette                                                                                   |
| Conseillers | Daniel Nadeau Jocelyn Brière Stéphanie Bonin Joël Jutras Nancy Letendre Marcel Sinclair | Daniel Nadeau Jocelyn Brière Stéphanie Bonin Joël Jutras Nancy Letendre Marcel Sinclair | Valérie Chicoine Jocelyn Brière Stéphanie Bonin Geneviève Allaire Nancy Letendre Marcel Sinclair |

| Candidats pour la mairie  | Vote            | %               |
| ------------------------- | --------------- | --------------- |
| Line Fréchette (Sortante) | Sans opposition | Sans opposition |

| Candidats conseiller #1 | Vote            | %               |
| ----------------------- | --------------- | --------------- |
| Valérie Chicoine        | Sans opposition | Sans opposition |

| Candidats conseiller #2  | Vote            | %               |
| ------------------------ | --------------- | --------------- |
| Jocelyn Brière (Sortant) | Sans opposition | Sans opposition |

| Candidats conseiller #3    | Vote            | %               |
| -------------------------- | --------------- | --------------- |
| Stéphanie Bonin (Sortante) | Sans opposition | Sans opposition |

| Candidats conseiller #4 | Vote            | %               |
| ----------------------- | --------------- | --------------- |
| Geneviève Allaire       | Sans opposition | Sans opposition |

| Candidats conseiller #5   | Vote            | %               |
| ------------------------- | --------------- | --------------- |
| Nancy Letendre (Sortante) | Sans opposition | Sans opposition |

| Candidats conseiller #6   | Vote            | %               |
| ------------------------- | --------------- | --------------- |
| Marcel Sinclair (Sortant) | Sans opposition | Sans opposition |

## Saint-Pie-de-Guire
|             | Élection (2017)                                                                                 | Dissolution (2021)                                                                              | Élection (2021)                                                                                           |
| Maire       | Benoît Bourque                                                                                  | Benoît Bourque                                                                                  | Benoît Yergeau                                                                                            |
| Conseillers | Céline Jutras Louis Véronneau Benoît Yergeau Frédéric Tremblay Georges Martel Jonathan Bussière | Céline Jutras Louis Véronneau Benoît Yergeau Frédéric Tremblay Georges Martel Jonathan Bussière | Céline Jutras Louis Véroneau Jean-Daniel Scheurer Pierre Grandmont Mathieu Biron-Coderre François Tessier |

| Candidats pour la mairie                  | Vote            | %               |
| ----------------------------------------- | --------------- | --------------- |
| Benoît Yergeau (Sortant d'un autre poste) | Sans opposition | Sans opposition |

| Candidats conseiller #1  | Vote            | %               |
| ------------------------ | --------------- | --------------- |
| Céline Jutras (Sortante) | Sans opposition | Sans opposition |

| Candidats conseiller #2  | Vote | %     |
| ------------------------ | ---- | ----- |
| Louis Véroneau (Sortant) | 96   | 55,17 |
| Cynthia Daineault-Martel | 78   | 44,83 |

| Candidats conseiller #3 | Vote            | %               |
| ----------------------- | --------------- | --------------- |
| Jean-Daniel Scheurer    | Sans opposition | Sans opposition |

| Candidats conseiller #4 | Vote            | %               |
| ----------------------- | --------------- | --------------- |
| Pierre Grandmont        | Sans opposition | Sans opposition |

| Candidats conseiller #5                      | Vote | %     |
| -------------------------------------------- | ---- | ----- |
| Mathieu Biron-Coderre                        | 100  | 56,18 |
| Jonathan Bussière (Sortant d'un autre poste) | 78   | 43,82 |

| Candidats conseiller #6 | Vote            | %               |
| ----------------------- | --------------- | --------------- |
| François Tessier        | Sans opposition | Sans opposition |

- Démission de Mathieu Biron Coderre, conseiller #5, annoncée lors de la séance du 6 mars 2023[20].

- Élection sans opposition de Catherine Milette au poste de conseiller #5 le 28 mai 2023[21].

| Candidats conseiller #5 | Vote            | %               |
| ----------------------- | --------------- | --------------- |
| Catherine Milette       | Sans opposition | Sans opposition |
| Jonathan Bussière       | Désistement     | Désistement     |

## Sainte-Brigitte-des-Saults
|             | Élection (2017)                                                                                            | Dissolution (2021)                                                               | Élection (2021)                                                                               |
| Maire       | Jean-Guy Hébert                                                                                            | Jean-Guy Hébert                                                                  | Jean-Guy Hébert                                                                               |
| Conseillers | Sébastien Gagnon Christian Jutras Géronimo Castillo-Roy François Bilodeau Jocelyne Guilbault Marco Richard | Sébastien Gagnon Christian Jutras Vacant François Bilodeau Vacant Nancy Fontaine | Alain Conraud Christian Jutras Sarah Raymond François Bilodeau Frédéric Marier Nancy Fontaine |

| Taux de participation :                | Taux de participation :                | Taux de participation :                | Taux de participation :                | Taux de participation :                | 48,6 % |
| Nombre de votes valides :              | Nombre de votes valides :              | Nombre de votes valides :              | Nombre de votes valides :              | Nombre de votes valides :              | 281    |
| Nombre de votes rejetées à la mairie : | Nombre de votes rejetées à la mairie : | Nombre de votes rejetées à la mairie : | Nombre de votes rejetées à la mairie : | Nombre de votes rejetées à la mairie : | 1      |
| Nombre d'électeurs inscrits :          | Nombre d'électeurs inscrits :          | Nombre d'électeurs inscrits :          | Nombre d'électeurs inscrits :          | Nombre d'électeurs inscrits :          | 580    |

| Candidats pour la mairie  | Vote | %     |
| ------------------------- | ---- | ----- |
| Jean-Guy Hébert (Sortant) | 166  | 59,07 |
| Jacques Lampron           | 82   | 29,18 |
| Patrick O'Grady           | 33   | 11,74 |

| Candidats conseiller #1 | Vote            | %               |
| ----------------------- | --------------- | --------------- |
| Alain Conraud           | Sans opposition | Sans opposition |

| Candidats conseiller #2    | Vote            | %               |
| -------------------------- | --------------- | --------------- |
| Christian Jutras (Sortant) | Sans opposition | Sans opposition |

| Candidats conseiller #3 | Vote            | %               |
| ----------------------- | --------------- | --------------- |
| Sarah Raymond           | Sans opposition | Sans opposition |

| Candidats conseiller #4     | Vote            | %               |
| --------------------------- | --------------- | --------------- |
| François Bilodeau (Sortant) | Sans opposition | Sans opposition |

| Candidats conseiller #5 | Vote            | %               |
| ----------------------- | --------------- | --------------- |
| Frédéric Marier         | Sans opposition | Sans opposition |

| Candidats conseiller #6   | Vote            | %               |
| ------------------------- | --------------- | --------------- |
| Nancy Fontaine (Sortante) | Sans opposition | Sans opposition |

## Wickham
|             | Élection (2017)                                                                   | Dissolution (2021)                                                                | Élection (2021)                                                                           |
| Maire       | Carole Côté                                                                       | Carole Côté                                                                       | Ian Lacharité                                                                             |
| Conseillers | Guy Leroux Chantale Giroux Ian Lacharité Bertrand Massé Raymonde Côté Pierre Côté | Guy Leroux Chantale Giroux Ian Lacharité Bertrand Massé Raymonde Côté Pierre Côté | Guy Leroux Chantale Giroux Michael Côté Charles-Antoine Fauteux Raymonde Côté Pierre Côté |

| Candidats pour la mairie                 | Vote | %     |
| ---------------------------------------- | ---- | ----- |
| Ian Lacharité (Sortant d'un autre poste) | 467  | 56,54 |
| Carole Côté (Sortante)                   | 323  | 39,10 |
| Jocelyn Bluteau                          | 36   | 4,36  |

| Candidats conseiller #1 | Vote            | %               |
| ----------------------- | --------------- | --------------- |
| Guy Leroux (Sortant)    | Sans opposition | Sans opposition |

| Candidats conseiller #2    | Vote            | %               |
| -------------------------- | --------------- | --------------- |
| Chantale Giroux (Sortante) | Sans opposition | Sans opposition |

| Candidats conseiller #3 | Vote            | %               |
| ----------------------- | --------------- | --------------- |
| Michael Côté            | Sans opposition | Sans opposition |

| Candidats conseiller #4 | Vote            | %               |
| ----------------------- | --------------- | --------------- |
| Charles-Antoine Fauteux | Sans opposition | Sans opposition |

| Candidats conseiller #5  | Vote            | %               |
| ------------------------ | --------------- | --------------- |
| Raymonde Côté (Sortante) | Sans opposition | Sans opposition |

| Candidats conseiller #6 | Vote            | %               |
| ----------------------- | --------------- | --------------- |
| Pierre Côté (Sortant)   | Sans opposition | Sans opposition |

- Démission de Ian Lacharité, maire, le 21 mars 2023 en raison d'intimidation lié au projet de délégation d'une partie du service de lutte contre les incendies à la ville de Drummondville[22]. Charles-Antoine Fauteux, conseiller #4, exerce la fonction de maire suppléant pendant l'intérim[23].

- Démission de Charles-Antoine Fauteux, maire suppléant et conseiller #4, le 13 avril 2023 en raison d'intimidation[24]. Michael Côté, conseiller #3, exerce la fonction de maire suppléant pendant l'intérim[25].

- Élection de Luce Daneau au poste de mairesse et de Pascal Houle au poste de conseiller #4 le 18 juin 2023[26].

| Candidats pour la mairie | Vote | %     |
| ------------------------ | ---- | ----- |
| Luce Daneau              | 591  | 68,48 |
| Bertrand Massé           | 272  | 31,52 |
| Bulletins rejetés        | 12   |       |

| Candidats conseiller #4 | Vote | %     |
| ----------------------- | ---- | ----- |
| Pascal Houle            | 590  | 69,25 |
| Jean0-Philippe L'Étoile | 262  | 30,75 |
| Bulletins rejetés       | 23   |       |